# Taintrux
Taintrux település Franciaországban, Vosges megyében. Lakosainak száma 1450 fő (2022. január 1.). Taintrux Saint-Dié-des-Vosges, Bois-de-Champ, La Houssière, Mortagne, Les Rouges-Eaux, Saint-Léonard és Saulcy-sur-Meurthe községekkel határos.

## Népesség
A település népessége az elmúlt években az alábbi módon változott:
| Lakosok száma | 1570 | 1558 | 1593 | 1543 | 1535 | 1529 | 1505 | 1477 | 1450 |
|               | 2013 | 2015 | 2016 | 2017 | 2018 | 2019 | 2020 | 2021 | 2022 |